# گروه آلکوکسی

گروه‌های آلکوکسی

گروه آلکوکسی(به انگلیسی: Alkoxy group) در شیمی آلی، یک گروه عاملی می‌باشد که از اتصال یک گروه آلکیل با یک اتم اکسیژن به وجود می‌آید.این گروه عاملی با توجه به نوع گروه آلکیل متصل می‌تواند تنوع بسیاری داشته باشد، اما ساده‌ترین نوع آلکوکسی که از اتصال یک گروه متیل به اتم اکسیژن به وجود می‌آید، متوکسی نام دارد.